# Bolesław Tejkowski
Bolesław Roman Tejkowski (geboren am 15. Dezember 1933 in Kruszwica als Bernard Roman Tejkowski; gestorben am 4. Juni 2022 in Warschau) war ein polnischer nationalistischer Politiker und neopaganistischer Aktivist. Der Ingenieur und Soziologe war Ideologe und Anführer der rechtsextremistischen Partei Polnische Nationale Gemeinschaft.

## Leben
Während des Zweiten Weltkrieges wurde die Familie Tejkowski aus dem vom Deutschen Reich annektieren Großpolen nach Mogiła (Kraków) im Generalgouvernement ausgesiedelt. Dort nahm Bernard Tejkowski das Studium im Bauingenieurwesen an der Technischen Universität Krakau auf. Bereits 1951 in die PVAP eingetreten, engagierte er sich im Vorfeld der Tauwetterperiode ab 1954 in einer progressiven studentischen Gruppe, der auch Stefan Bratkowski und Jerzy Grotowski angehörten. Im Oktober 1956 wurde der Altsozialist Bolesław Drobner zum Vorsitzenden der Krakauer PVAP und Tejkowski als Vorstandsmitglied gewählt. Im Vorfeld der Sejm-Wahlen im Januar 1957 gehörte er neben dem Ministerpräsidenten Józef Cyrankiewicz und Drobner zu den populärsten Politikern in Krakau, es wurde ihm jedoch ein aussichtsloser neunter Platz auf der lokalen Blockliste zugeteilt. Dementsprechend erhielt er kein Mandat. Da Tejkowski und seine Anhänger, entgegen der Anweisung der Parteiführung, zum Streichen der höher gestellten Kandidaten zugunsten Tejkowski aufriefen, wurde er am 14. Februar 1957 aus dem lokalen Vorstand der PVAP und Ende des Jahres aus der Partei ausgeschlossen.
1961 zog Tejkowski, immer noch protegiert von Cyrankiewicz, nach Warschau, um an der Universität Warschau Soziologie zu studieren. Seine Dissertation begann er unter Zygmunt Bauman als Doktorvater. 1964 verfasste er mit den damaligen Trotzkisten Jacek Kuroń und Karol Modzelewski einen PVAP-kritischen Aufruf. Er wurde vorübergehend verhaftet und der Hochschule verwiesen. Er führte seine oppositionellen Aktivitäten fort, distanzierte sich aber immer mehr von Kuroń und Modzelewski und schloss sich einer national-katholisch orientierten Jugendgruppe an. Am 26. Juni 1966 traf er den Primas Stefan Wyszyński und den Krakauer Bischof Karol Wojtyła. 1969 war er Zeuge der Anklage im politischen Prozess gegen Modzelewski und Kuroń.
Seit dem Anfang der Siebzigerjahre nahm Tejkowski antisemitische Positionen ein. Auch kritisierte er die katholische Religion und trat mit den Neopaganisten in Kontakt. Er legte den germanischen Vornamen Bernard ab und benannte sich fortan mit dem traditionsreichen westslawischen Königs- und Herzogsnamen Bolesław, diese Namensänderung vollzog er später auch amtlich. Ohne Erfolg versuchte er, eine slawische Religionsgemeinschaft zu registrieren. Er pflegte gleichzeitig Kontakte zu Maciej Giertych, über den er mit seinem im Londoner Exil verweilenden Vater, dem faschistischen Anführer der Zwischenkriegszeit Jędrzej Giertych korrespondierte. Er trat in die Gesellschaft für Verbreitung der Säkularen Kultur ein, aus der er jedoch 1977 ausgeschlossen wurde.
Im Herbst 1981 gründete er u. a. mit späterem Krakauer Oberbürgermeister Jacek Majchrowski die illegale Partei Polnischer Bund der Volksgemeinschaft. Später verlegte er die Gründung der Partei fiktiv rückwirkend in die Fünfzigerjahre. Nach der Ausrufung des Kriegsrechts am 13. Dezember 1981 wurde er erst am 26. August 1982 interniert und gehörte damit zu den letzten Personen, über die der Arrest angeordnet wurde. Mit seinen fremdenfeindlichen Schriften wurde er zunehmend zu einer Art Vaterfigur polnischer Skinheads und versuchte 1984 und 1987 ohne Erfolg, seine Partei registrieren zu lassen. Seit 1988 war er Herausgeber der Zeitschrift Narodowiec (Der Nationalist). Während der politischen Wende 1989/1990 gründete er eine weitere Partei, Polnische Nationale Partei und warb für Vereinigung dieser mit zwei anderen Parteien, der Nationalen Partei und dem Nationalen Wiedergeburt Polens. Nach diesem misslungenen Vereinigungsversuch vereinigte sich die Polnische Nationale Partei mit dem Polnischen Bund der Volksgemeinschaft zur Polnischen Volksgemeinschaft -Polnischen Nationalen Partei.
1990 versuchte Tejkowski, seine Kandidatur in den Präsidentschaftswahlen zu registrieren, er konnte jedoch die erforderlichen einhunderttausend Wählerunterschriften nicht vorweisen. Ebenfalls scheiterte er in den Parlamentswahlen 1991. Tejkowski trat in der Presse und Fernsehen mit antisemitischen Parolen auf. Der Präsenz in den Medien verdankte seine Partei einen großen Zulauf unter Skinheads. Er organisierte gegen deutsche und jüdische bzw. israelische Organisationen und Botschaften gerichtete Demonstrationen. Am 29. Februar 1992 versuchte er mit seinen Anhängern, den Grenzübergang in Zgorzelec/Görlitz im Protest gegen Annäherung an Deutschland zu blockieren. Er kolportierte verschiedene antisemitische Verschwörungstheorien, unter anderem behauptete er, dass 70 % der Abgeordnete und Senatoren […] Juden seien. Den Holocaust hielt er für eine jüdische Verschwörung. Da er zunehmend alle Widersacher und verschiedene Persönlichkeiten der öffentlichen Lebens, darunter Lech Wałęsa und Johannes Paul II. öffentlich beleidigte, erstattete Zbigniew Romaszewski Anzeige gegen ihn. Das Gericht ordnete im April 1992 eine psychiatrische Untersuchung Tejkowskis an, dieser tauchte aber in Breslau unter und wurde erst im August 1993 nach einem Fernsehauftritt verhaftet. Am 25. Oktober 1994 wurde er schließlich für Beleidigung sowie Volkshetze zu einem Jahr Freiheitsstrafe verurteilt, die Strafe wurde für zwei Jahre zur Bewährung ausgesetzt.
In den Präsidentschaftswahlen 1995 versuchte er erneut zu kandidieren, seine Wahlvorschlagseinreichung wurde durch den Staatlichen Wahlausschuss aus formalen Gründen abgelehnt, worunter gefälschte Unterschriften gemeint waren. Am 29. Februar 1996 sprach er öffentlich während einer von ihm organisierten Skinhead-Demonstration auf dem Gelände des ehemaligen KZ Auschwitz. Seitdem wurde Tejkowski politisch unbedeutend und verfasste noch einige offene Briefe, die jedoch kaum Medienecho hervorriefen.